# 13395 Deconihout
13395 Deconihout (1999 RH35) là một tiểu hành tinh vành đai chính được phát hiện ngày 10 tháng 9 năm 1999 bởi L. Bernasconi ở St. Michel sur Meurthe.